# Elezioni parlamentari in Jugoslavia del 1986
Le elezioni parlamentari in Jugoslavia del 1986 si tennero tra il 10 marzo ed il 10 maggio attraverso un complesso sistema elettorale che sceglieva i delegati alle assemblee locali, repubblicane e federali.

## Sistema elettorale
Furono le quarte elezioni che avvennero sotto la Costituzione approvata il 31 gennaio 1974, che istituiva un Parlamento bicamerale con una Camera Federale di 220 membri ed una Camera delle Repubbliche e delle Province di 88 membri.
I membri della Camera Federale rappresentavano tre gruppi: organizzazioni autogestite, comunità ed organizzazioni sociopolitiche. Furono eletti 30 membri per ogni repubblica e 20 per le due province autonome del Kosovo e della Vojvodina.
Il Consiglio Federale fu eletto tra il 10 marzo e il 21 aprile; quello delle Repubbliche e delle Province il 10 maggio. Il 15 maggio fu eletto il Comitato Federale Esecutivo, mentre tra il 25 e il 28 giugno fu eletto il Comitato Centrale della Lega dei Comunisti di Jugoslavia.